# Zaur Ugúyev
Zaúr Rizvánovich Ugúyev (en ruso: Заур Ризванович Угуев; Jasaviurt, 27 de marzo de 1995) es un deportista ruso de origen daguestano que compite en lucha libre.
Participó en los Juegos Olímpicos de Tokio 2020, obteniendo una medalla de oro en la categoría de 57 kg. En los Juegos Europeos de Minsk 2019 obtuvo una medalla de bronce en la misma categoría.
Ganó dos medallas de oro en el Campeonato Mundial de Lucha, en los años 2018 y 2019, y tres medallas en el Campeonato Europeo de Lucha entre los años 2018 y 2025.

## Palmarés internacional
| Juegos Olímpicos   | Juegos Olímpicos        | Juegos Olímpicos  | Juegos Olímpicos |
| Año                | Lugar                   | Medalla           | Categoría        |
| ------------------ | ----------------------- | ----------------- | ---------------- |
| 2020               | Tokio (Japón)           | Medalla de oro    | 57 kg            |
| Campeonato Mundial |                         |                   |                  |
| Año                | Lugar                   | Medalla           | Categoría        |
| 2018               | Budapest (Hungría)      | Medalla de oro    | 57 kg            |
| 2019               | Nursultán (Kazajistán)  | Medalla de oro    | 57 kg            |
| Juegos Europeos    |                         |                   |                  |
| Año                | Lugar                   | Medalla           | Categoría        |
| 2019               | Minsk (Bielorrusia)     | Medalla de bronce | 57 kg            |
| Campeonato Europeo |                         |                   |                  |
| Año                | Lugar                   | Medalla           | Categoría        |
| 2017               | Novi Sad (Serbia)       | Medalla de bronce | 57 kg            |
| 2018               | Kaspisk (Rusia)         | Medalla de plata  | 57 kg            |
| 2025               | Bratislava (Eslovaquia) | Medalla de oro    | 61 kg            |